# Papilio multicaudatus

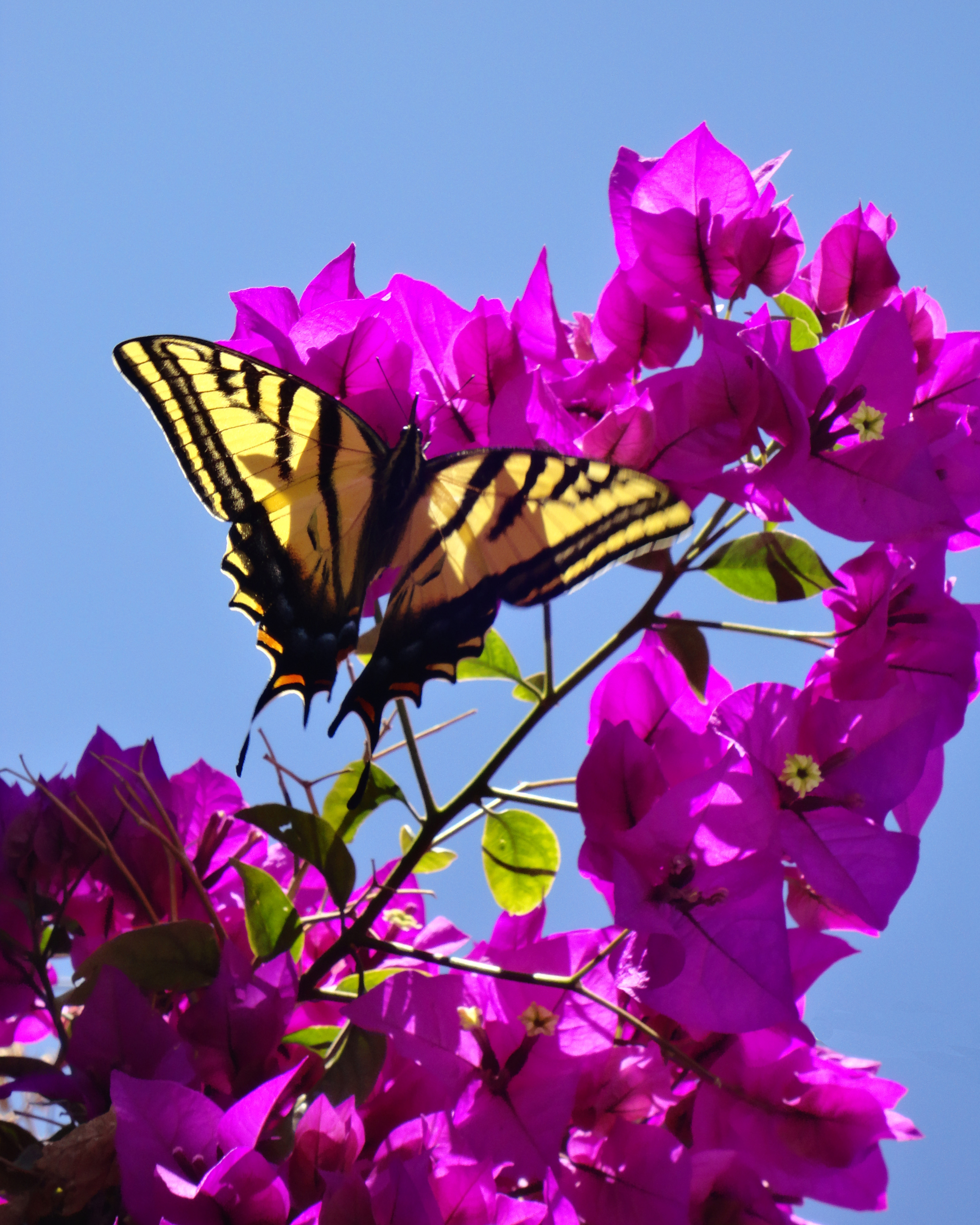
Papilio multicaudatus

Papilio multicaudatus, auch bekannt unter der englischen Bezeichnung Two-tailed Tiger Swallowtail („Zweischwänziger Tigerschwalbenschwanz“), ist ein Schmetterling aus der Familie der Ritterfalter (Papilionidae).

## Merkmale

### Falter
Die Falter erreichen eine Flügelspannweite von 100 bis 120 Millimetern. Die Vorderflügel sind grundsätzlich schwarz gefärbt, werden aber bis auf die Submarginalregion und den Rand vollkommen von einem großen gelben Bereich geprägt. Am Vorderrand schneiden vier schwarze Streifen zwischen Basalregion und Diskalregion, in der Diskalregion, zwischen Diskalregion und Postdiskalregion und in der Postdiskalregion, diesen Bereich ein. Bis auf den Innersten Streifen reichen alle anderen bis zur Mitte des Flügels. Der Innerste verläuft bis zum Innenrand. Die Adern sind in dem gelben Bereichen schwarz hervorgehoben, verblassen aber Richtung Innenrand. In der Diskalregion befindet sich unter dem schwarzen Streifen ein kleiner schwarzer Punkt. In den Äußersten Streifen verläuft von der Submarginalregion ein weiterer, dünnerer schwarzer Streifen. In der Submarginalregion befindet sich vom Apex bis zum Innenrand eine Reihe gelber Bogenflecken, welche Richtung Innenrand stetig dünner werden. Zwischen diesem und dem gelben Bereich befindet sich vom Vorderrand bis zum Innenrand eine angedeutete weiße Binde. Der Außenrand ist leicht schwarz und weiß gescheckt. Die Hinterflügel sind ebenfalls schwarz und haben wie die Vorderflügel einen großen gelben Bereich. Dieser reicht jedoch nur noch zur Postdiskalregion. Der Innerste schwarze Streifen wird hier bis zum Innenrand fortgeführt. Parallel zu diesem, in der Diskalregion, verläuft ein wesentlich kürzerer schwarzer Streifen. Der schwarz und weiß gescheckte Außenrand ist stark gewellt und hat dadurch beinahe zwei Schwanzfortsätze. Direkt am Außenrand befindet sich eine Reihe gelber Flecken, welche Richtung Analwinkel zunehmend rot gefärbt sind. Im Analwinkel befindet sich ein Auge, welches mit roter, blauer und oranger Farbe gefüllt ist. Neben diesem verlaufen in der Postdiskalregion mehrere kreisförmige, blaue Flecken, welche Richtung Vorderrand verblassen.
Die Unterseite der Vorderflügel ähnelt stark der Oberseite, allerdings ist das Gelb etwas blasser. Die Flecken am Außenrand verschmelzen nun zu einer Binde und die Flecken selbst sind etwas dicker. Die angedeutete, weiße Binde ist nun gut zu erkennen. Die Unterseite der Hinterflügel weist alle Merkmale der Oberseite auf, welche jedoch verstärkt anzutreffen sind. Das Gelb ist auch hier etwas blasser. Im gelben Bereich befindet sich in der Diskalregion unter dem kürzeren Streifen noch zwei weitere Streifen.
Es gibt im Flügelmuster keine Geschlechtsunterschiede, beide haben die gleichen Flügelzeichnungen und denselben Körper, welcher schwarz ist und auf der Unterseite gelbe Streifen hat.

### Ei, Raupe und Puppe

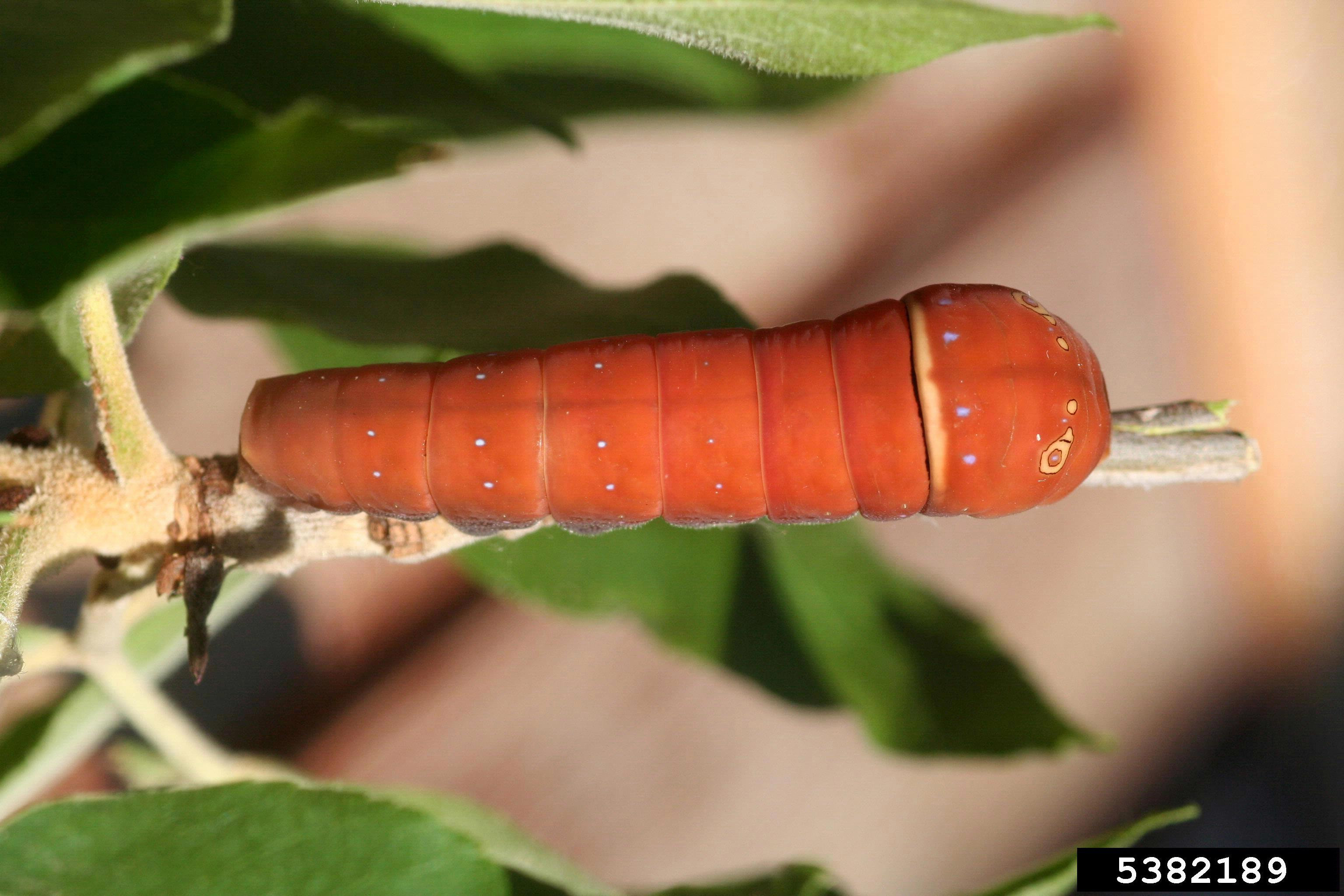
Raupe von Papilio multicaudatus

Die Eier sind grün-gelb mit roten Flecken. Die Raupen sind grün mit weißen Ringen und haben angedeutete Augen am Hinterteil des Thorax. Die Puppe ist grün-braun und ändert ihre Farbe im Laufe der Verpuppung zu grün-braun.

### Ähnliche Arten
- Papilio eurymedon
- Papilio glaucus
- Papilio pilumnus
- Papilio rutulus

### Unterart
- Papilio multicaudatus pusillus

## Geographische Verbreitung und Habitat
Sein Verbreitungsgebiet reicht von Kanada (British Columbia), über die westliche Hälfte der USA, Mexiko bis nach Nicaragua. Die Art lebt bevorzugt in den höheren Regionen (ca. 1400 m) am Fuße der Berge, Prärien und Schluchten, die mit Pinyon-Kiefern bewachsen sind.

## Phänologie und Lebensweise
Die Falter fliegen im nördlichen Teil des Verbreitungsgebietes in einer Generation; im Süden werden
mehrere Generationen gebildet. Im Norden ist die Flugzeit etwa Ende Mai bis Juni, in Texas von Februar bis November und in Nicaragua praktisch das ganze Jahr hindurch. Die Falter saugen Nektar von Blüten, gelegentlich aber auch Nährstoffe von Pfützen und feuchten Stellen. Die Männchen sind oft den ganzen Tag damit beschäftigt Weibchen zu suchen. Dies tun sie vor allem am Grunde von Schluchten.
Die Eier des Papilio multicaudatus werden einzeln auf die Blätter der Raupennahrungspflanzen gelegt.
Die Raupen ernähren sich verschiedenen Prunus-Arten, Felsenbirnen (Amelanchier), Vauquelina californica, verschiedenen Eschen-Arten (Fraxinus spp.), verschiedenen Liguster-Arten (Ligustrum spp.), verschiedenen Ulmen-verwandten Arten (Ptelea spp.) und Platanus racemosa. Weiden und Kalifornischer Lorbeer (Umbellularia californica) sind zweifelhaft.
In den Regionen mit ausgeprägten Jahreszeiten überwintern die Puppen.